# 광주광역시의 코로나19 범유행
다음은 광주광역시에서의 코로나19 범유행의 설명이다. 

## 경과
2월 3일, 첫 확진자가 발생하였으며, 해외입국자이다.
2020년 7월~2023년 5월간 사망자가 832명이 되었으며 북구, 서구, 광산구, 동구, 남구에서 코로나 첫 사망자가 발생하였다. 이중 2명은 순천시, 영암군 거주자이다. 전남대학교병원, 조선대학교병원, 빛고을전남대학교병원, 화순전남대학교병원 외 3개소에서 치료중 사망하였다.
2022년 1월 16일 광주광역시 누적 확진자는 1만명 돌파하였다.
2022년 2월 6일 광주광역시 누적 확진자가 2만명 돌파하였다.
2022년 2월 14일 광주광역시 누적 확진자가 3만명 돌파하였다.
2022년 2월 18일 광주광역시 누적 확진자가 4만명 돌파하였다.
2022년 2월 22일 광주광역시 누적 확진자가 5만명 돌파하였다.
2022년 2월 24일 광주광역시 누적 확진자가 6만명 돌파하였다.
2022년 2월 27일 광주광역시 누적 확진자가 7만명 돌파하였다.
2022년 3월 1일 광주광역시 누적 확진자가 8만명 돌파하였다.
2022년 3월 3일 광주광역시 누적 확진자가 9만명 돌파하였다.
2022년 3월 4일 광주광역시 누적 확진자가 10만명 돌파하였다.
2022년 3월 11일 광주광역시 누적 확진자가 15만명 돌파하였다.
2022년 3월 17일 광주광역시 누적 확진자가 20만명 돌파하였다.
2022년 3월 20일 광주광역시 누적 확진자가 25만명 돌파하였다.
2022년 3월 25일 광주광역시 누적 확진자가 30만명 돌파하였다.
2022년 4월 6일 광주광역시 누적 확진자가 40만명 돌파하였다.
2022년 5월 4일 광주광역시 누적 확진자가 50만명 돌파하였다.
2022년 8월 10일 광주광역시 누적 확진자가 60만명 돌파하였다.
2022년 9월 6일 광주광역시 누적 확진자가 70만명 돌파하였다.
2022년 12월 7일 광주광역시 누적 확진자가 80만명 돌파하였다.
2023년 4월 9일 광주광역시 누적 확진자가 90만명 돌파하였다.